# Alcmond de Hexham
Ne doit pas être confondu avec Alcmond de Derby.
Alcmond, également appelé Ealhmund, Alhmund ou Alchmund, est un prélat anglo-saxon mort le 7 septembre 781. Il est le septième évêque de Hexham de 767 à sa mort.

## Biographie
On ne sait quasiment rien de la vie d'Alcmond. À sa mort, il est inhumé à l'extérieur de l'église de Hexham aux côtés d'Acca, son premier évêque.

## Culte
Alcmond est vénéré avec d'autres saints liés à Hexham. Au début du XIe siècle, après les attaques des Vikings, sa tombe est complètement oubliée. Ses restes sont redécouverts en 1032 et inhumés à nouveau à l'intérieur de l'église. Une légende veut qu'il soit apparu à un habitant de Hexham pour le presser de demander au moine intendant de Durham de faire déplacer son corps. L'intendant obéit, mais dérobe l'un des ossements d'Alcmond pour le ramener avec lui à Durham. Cependant, le reliquaire ne peut être déplacé jusqu'à ce que l'os soit restitué.
En 1154, l'église de Hexham est restaurée une nouvelle fois et les os des saints de Hexham sont réunis au sein d'un même ossuaire. L'église et l'ossuaire sont détruits en 1296 par les Écossais lors d'une expédition frontalière.